# 川崎敬三
川崎 敬三（かわさき けいぞう、1933年〈昭和8年〉7月1日 - 2015年〈平成27年〉7月21日）は、日本の俳優、司会者、タレント。本名：陶山 惠司（すやま やすじ）。神奈川県川崎市出身。芝浦工業大学高等学校卒業。
俳優としては、現代劇を中心に二枚目スターとして多くの映画に主演した。のち、テレビ番組「アフタヌーンショー」の司会に転じる。

## 来歴
1954年、大映より『こんな奥様見たことない』で映画デビューする。1957年の『哀愁列車』が初の主演作となる。この年、川口浩の運転する車に同乗し事故に遭い怪我をした。
1965年には、TBSのテレビドラマ『サザエさん』では、フグ田マスオ役を演じた（サザエ役は江利チエミ）。
1968年、てんぷくトリオの伊東四朗がNHK大河ドラマ「天と地と」出演のため、「川崎競輪」の芸名で、三波伸介・戸塚睦夫とともに出演した。 
1971年に大映が倒産するとテレビドラマを中心とした活動に移るが、1974年には俳優活動を縮小し、1985年までNETテレビ→テレビ朝日「アフタヌーンショー」の司会を11年にわたって務めた。1980年代初めには、番組内で川崎に対してレポーターの山本耕一が発する「そ〜なんですよ川崎さん」というフレーズが、当時人気の漫才コンビザ・ぼんちのネタとして使われた。しかし、1985年に番組でのやらせリンチ事件が発覚し、打ち切りとなる。1987年に「新・アフタヌーンショー」がスタートすると再度司会に起用された。この間、 1976年（昭和51年）9月11日早朝、東京都世田谷区の自宅に泥棒が侵入して210万円の盗難に遭う（本人を含む家族は別の階で就寝中であったため無事）。
1988年には、18年ぶりとなる映画『恋はいつもアマンドピンク』に出演した。1990年、フジテレビ『世にも奇妙な物語』8月23日放送『屋上風景』に出演。以後はテレビへの出演はほとんどなくなる。
2001年に、俳優業は引退して所有するマンションの家賃収入で悠々自適に生活していたことが週刊誌で報じられた。
2015年7月21日、神奈川県川崎市の病院で死去。82歳没。死去に際して川崎の遺志によりその公表はなされなかったが、同年の秋に遺族から、川崎と親交があった関係者宛に対して、故人の訃報、および、喪中を報告するハガキが届いたことで川崎が亡くなっていたことが知られ、マスコミでも報じられることになった。

## 主な出演

### 映画
- こんな奥様見たことない（1954年）- デビュー作
- 娘の縁談（1955年）
- 珠はくだけず（1955年）- 初のカラー映画出演
- 東京暴力団（1955年）
- 新女性問答（1955年）
- 恋の野球拳　こういう具合にしやしゃんせ（1955年）
- スタジオは大騒ぎ（1956年）
- 愛の海峡（1956年）
- しゃぼん玉親爺（1956年）
- あさ潮ゆう潮（1956年）
- 宇宙人東京に現わる（1956年、※DVD発売）
- 虹いくたび（1956年）
- 処刑の部屋（1956年、※DVD発売）
- 夜の河（1956年、※DVD発売）- キネマ旬報ベストテン第2位
- 霧の音（1956年）
- 花嫁立候補（1957年）
- 哀愁列車（1957年）
- 満員電車（1957年、※DVD発売）
- 夜の蝶（1957年、※DVD発売）
- 地上（1957年、※DVD発売）
- 青空娘（1957年、※DVD発売）
- 永すぎた春（1957年、※DVD発売）
- 真昼の対決（1957年）
- いとはん物語（1957年）
- ふるさとの灯台（1957年）
- スタジオはてんやわんや（1957年）
- 日露戦争勝利の秘史　敵中横断三百里（1957年、※DVD発売）
- 新婚七つの楽しみ（1958年）
- 東京の瞳（1958年）
- 愛河（1958年）
- 忠臣蔵（1958年、※DVD発売）
- 渇き（1958年）
- 息子の結婚（1958年）
- 別れたっていいじゃないか（1958年）
- 都会という港（1958年）
- 氷壁（1958年）
- 白鷺[7] Le Héron blanc （1958年）
- 素っ裸の青春（1958年）
- おーい中村君（1958年）
- 細雪（1959年）
- 旅情（1959年）
- 氾濫（1959年、※DVD発売）
- 濡れた瞳（1959年）
- 美貌に罪あり（1959年）
- 実は熟したり（1959年）
- 薔薇の木にバラの花咲く（1959年）
- 女の教室（1959年）
- 総会屋錦城　勝負師とその娘（1959年）
- 初夜なき結婚（1959年）
- 電話は夕方に鳴る（1959年）
- 川向うの白い道（1959年）
- からっ風野郎（1960年、※DVD発売）
- 濡れ髪喧嘩旅（1960年、※DVD発売）
- 扉を叩く子（1960年）
- 女経（1960年、※DVD発売）
- 痴人の愛（1960年）
- すれすれ（1960年）
- 誰よりも君を愛す（1960年、※DVD発売）
- 元禄女大名（1960年）
- 夜は嘘つき（1960年）
- 鎮花祭（1960年）
- お伝地獄（1960年）
- 東京の空の下で（1960年）
- 時の氏神　新夫婦読本（1960年）
- 天下あやつり組（1961年）
- 北上夜曲　北上川の初恋（1961年）
- 銀座っ子物語（1961年）
- 東京おにぎり娘（1961年）
- 夜はいじわる（1961年）
- みだれ髪（1961年）
- 五人の突撃隊（1961年、※DVD発売）
- お琴と佐助（1961年）
- 新源氏物語（1961年、※DVD発売）
- 釈迦（1961年、※DVD発売）
- 献身（1961年）
- 女房学校（1961年）
- 雑婚時代（1961年）
- 誰よりも誰よりも君を愛す（1961年）
- 可愛いめんどりが歌った（1961年）
- 新夫婦読本　窓から見ないで（1961年）
- サラリーマンどんと節　気楽な稼業と来たもんだ（1962年、※DVD発売）
- 家庭の事情（1962年）
- その夜は忘れない（1962年、※DVD発売）
- ある大阪の女（1962年）
- 瘋癲老人日記（1962年、※DVD発売）
- 閉店時間（1962年）
- 誘拐（1962年）
- 秦・始皇帝（1962年、※DVD発売）
- スーダラ節 わかっちゃいるけどやめられねえ（1962年、※DVD発売）
- すてきな16才（1962年）
- 団地夫人（1962年）
- 黒の札束（1963年）
- 温泉芸者（1963年）
- 八月生れの女（1963年）
- 温泉女中（1963年）
- 温泉あんま（1963年）
- 温泉巡査（1963年）
- 囁く死美人（1963年）
- わたしを深く埋めて（1963年）
- 嘘（1963年）
- 赤い水（1963年、※DVD発売）
- 傷だらけの山河（1964年、※DVD発売）- キネマ旬報ベストテン第7位
- 制服の狼（1964年）
- 検事霧島三郎（1964年）
- 「女の小箱」より　夫が見た（1964年）
- 不倫（1965年）
- 狸穴町0番地（1965年）
- 恐山の女（1965年）- キネマ旬報ベストテン第7位
- 暖春（1965年）
- 五泊六日（1966年）
- 男なんてなにさ（1966年）
- ケメ子の唄（1968年）
- 喜劇 初詣列車（1968年、※DVD発売）
- 喜劇 “夫”売ります!!（1968年）
- 女と味噌汁（1968年）
- あなた好みの（1969年）
- 喜劇 おひかえなすって!（1970年）
- 戦いすんで日が暮れて（1970年）
- 恋はいつもアマンドピンク（1988年、※DVD発売）

### テレビ
ドラマ
- 娘の結婚 第12話「可愛い仲人」（1964年、日本テレビ）
- 雌花（1964年、よみうりテレビ）
- 狼のうた（1964年、TBS）
- 捜査検事（1964年、TBS）
- 木下恵介劇場「三人の琴」（1964年、TBS）
- ライオン奥様劇場「眠れる魚」（1965年、フジテレビ）
- 金色夜叉（1965年、NHK総合）尾崎紅葉役
- 土曜グランド劇場「社用二号」（1965年、日本テレビ）
- 夢二えがく（1965年、NHK総合）
- 日産スター劇場（日本テレビ）
  - 夫が妻にテイコウするとき（1965年）
  - ウェディングドレスは待っている（1965年）
  - 花嫁候補がやってきた（1966年）
  - しっかりしてよあなた!（1966年）
  - 珈琲とおめかけさん（1966年）
  - おたまじゃくしは蛙の子（1966年）
  - 歌謡曲だよ人生は!（1966年）
  - 塀（1966年）
  - あいつとこいつ（1967年）
  - ぼく生まれるよパパ（1967年）
  - こんばんわ鬼です（1967年）
- 東芝日曜劇場（TBS）
  - 続・女と味噌汁（1965年） - 久保田剛一 役
  - 背広を買う（1965年）
  - 努力しても出世しないとは…（1966年）
  - わが敵（1967年）
- てっぺん野郎（1965年 - 1966年、TBS）
- 高窓のある部屋（1965年、NHK総合）
- サザエさん（1965年 - 1967年、TBS）フグ田マスオ役
- 信託水曜劇場「走れ!おふくろ」（1966年、フジテレビ）
- 危険な斜面（1966年、関西テレビ）
- 母の曲（1966年、日本テレビ）
- 湯の花の匂い（1966年、NHK総合）
- ぼくの母さん（1966年 - 1967年、日本テレビ）
- おにいさん（1967、フジテレビ）
- 夕陽沈むとき（1967年、関西テレビ）
- みんな世のため 第10話「今夜はワタシ明日はボク」（1967年、NET）
- ふぐ大将・危ない橋（1968年、関西テレビ）
- 新・おんな大学「批判なすべからず」（1968年、日本テレビ）
- 縁談（1968年、NHK総合）
- 土曜劇場「花いちもんめ」（1968年、フジテレビ）
- 色はにおえど（1968年、TBS）
- レモンの涙（1968年、NET）
- もも・くり三年（1968年、NET）
- 開化探偵帳（1968年 - 1969年、NHK総合）
- フルーツポンチ3対3（1968年 - 1969年、NET）
- ハトポッポ嫁さん（1968年 - 1969年、TBS）
- 水密桃は青かった（1969年、NET）
- 結婚戦争 ここ一番!（1969年、TBS）
- 火曜日の女シリーズ 逃亡者　－この街のどこかで－（1970年、日本テレビ）
- 大岡越前 第1部 第16話「義賊木鼠小僧」（1970年、TBS） 佐七役
- 徳川おんな絵巻 第3話「いれずみ美女」、第4話「炎の肌」（1970年、関西テレビ） 松平出羽守役
- 鬼退治（1971年、NET） 小島信久役
- 青空浪人 （1971年、日本テレビ） 大川忠介役
- 新・だいこんの花（1972年、NET） 高柳啓一役
- 雑居時代（1973年 - 1974年、日本テレビ） 稲葉勇作役
- 松本清張シリーズ・中央流沙（1975年、NHK総合） 山田事務官役
- 女たちの課外授業（1983年、テレビ朝日）
- 土曜ワイド劇場「円周率πの殺人」（1989年、テレビ朝日）
- 火曜サスペンス劇場「山岳ミステリーシリーズ」（1990年 - 1991年、日本テレビ） 旭川中央署刑事課長役
- 世にも奇妙な物語「屋上風景」（1990年8月23日放送、フジテレビ）

バラエティ・料理関連・トーク関連番組
- 歌のグランドヒットショー（NET）-島かおりと司会
- 川崎敬三の料理ジョッキー（NET）
- 夜のビッグヒット（NET）-九重佑三子と司会
- あなたは名探偵（TBS）
- ああ結婚（よみうりテレビ）
- 料理バンザイ!（テレビ朝日）

情報・ワイドショー番組
| 期間          | 期間           | 番組名                               | 役職         |
| ------------- | -------------- | ------------------------------------ | ------------ |
| 1974年3月     | 1985年10月18日 | アフタヌーンショー（NET→テレビ朝日） | メイン司会   |
| 1977年4月2日  | 1979年3月31日  | 川崎敬三のすこやかさん（フジテレビ） | ナビゲーター |
| 1987年3月23日 | 1987年9月      | 新・アフタヌーンショー（テレビ朝日） | 司会         |

### ラジオ番組
- Oh! サタデー（文化放送）

### CM
- トヨタ自動車工業「カローラ」
- コダック「カラーフィルム」
- 雪印乳業（現雪印メグミルク）「雪印チーズ・スライスチーズ」
- 旭ダウ（現旭化成ホームプロダクツ）「サランラップ」
- 荒川長太郎合名会社（現アラクス）「ノーシン」ほか

## ディスコグラフィ

### シングル
| 発売日           | 規格           | 規格品番       | 面             | タイトル         | 作詞           | 作曲           | 編曲           |
| キングレコード   | キングレコード | キングレコード | キングレコード | キングレコード   | キングレコード | キングレコード | キングレコード |
| ---------------- | -------------- | -------------- | -------------- | ---------------- | -------------- | -------------- | -------------- |
| 1969年4月        | EP             | BS-974         | A              | ママはパパの恋人 | 山上路夫       | いずみたく     | 渋谷毅         |
| 1969年4月        | EP             | BS-974         | B              | 真昼のデート     | 山上路夫       | いずみたく     | 渋谷毅         |
| クラウンレコード |                |                |                |                  |                |                |                |
| 1977年           | EP             | CW-1695        | A              | 親馬鹿           | 玉川良一       | 佐伯一郎       | 福田正         |
| 1977年           | EP             | CW-1695        | B              | 縄のれん         | 玉川良一       | 佐伯一郎       | 福田正         |
| 1978年11月       | EP             | CW-1802        | A              | 菜穂子           | 丹古晴己       | 中川博之       | 小杉仁三       |
| 1978年11月       | EP             | CW-1802        | B              | 気になるよ       | 丹古晴己       | 中川博之       | 小杉仁三       |

### アルバム
| 発売日               | 規格                 | 規格品番             | アルバム |
| ラジオシティレコード | ラジオシティレコード | ラジオシティレコード | ラジオシティレコード |
| -------------------- | -------------------- | -------------------- | --- |
| 1982年               | LP                   | RL-3020              | ふれあいの海 Side:A 1. おまえに（フランク永井） 2. 誰もいない海（トワ・エ・モワ） 3. 星の流れに（菊池章子） 4. 堀ノ内の子守唄（川崎敬三） 5. そっとおやすみ（布施明） Side:B 1. ふれあいの海（川崎敬三） 2. サントワマミー（越路吹雪） 3. 想い出のサンフランシスコ（加山雄三） 4. ラストダンスは私に（越路吹雪） 5. 今日でお別れ（菅原洋一） |

## 著書
- 『愛する者への18の手紙 : ふれあいの海』全国朝日放送、1982年8月15日。